# Los Angeles bez mapy
Los Angeles bez mapy (ang. L.A. Without a Map) – film fabularny w reżyserii Miki Kaurismäkiego z 1998 roku. Ekranizacja autobiograficznej powieści Richarda Raynera pod tym samym tytułem.

## Fabuła
Richard to dwudziestodwuletni mężczyzna, który mieszka w Anglii w Bradford. W życiu zajmuje się prowadzenie zakładu pogrzebowego, który odziedziczył po swoim ojcu. Amatorsko zajmuje się również pisaniem powieści i marzy o dniu, w którym uda mu się wydać swoją powieść "Oślizgłe samobójstwo". Jest również wielkim fanem filmów produkowanych w Hollywood. Pewnego dnia na swojej drodze spotyka młodą amerykańską aktorkę o imieniu Barbara, w której zakochuje się od pierwszego wejrzenia. Wkrótce postanawia porzucić swoją narzeczoną i wyjeżdża za nową niedawno poznaną dziewczyną aż do Hollywood. 

## Obsada
- David Tennant - Richard
- Vinessa Shaw - Barbara
- Julie Delpy - Julie
- Vincent Gallo - Moss
- Johnny Depp - on sam
- Cameron Bancroft - Patterson
- Steve Huison - Billy
- Margo Stanley - pani Blenkinsop
- Saskia Reeves - Joy
- Malcolm Tierney - ojciec Joy
- Margi Clarke - kobieta z Bradford
- Monte Hellman - on sam
- Jean-Pierre Kalfon - Jean-Mimi
- Kevin West - mężczyzna mówiący o Stevenie Spielbergu
- Lisa Edelstein - Sandra
- Michael Campbell - młody bagażowy
- Joe Dallesandro - Michael
- Matthew Faber - Joel
- Brent Morris - policjant
- Mista Taboo - raper
- Dijon Talton - dzieciak
- Joey Perillo - McCrea
- Amanda Plummer - właścicielka czerwonego basenu
- Dominic Gould - sprzedawca w sklepie muzycznym #1
- Andre Royo - sprzedawca w sklepie muzycznym #2
- Sakke Järvenpää - członek zespołu Leningrad Cowboys
- Mato Valtonen - członek zespołu Leningrad Cowboys
- Jerzy Skolimowski
- Don Ranvaud - mężczyzna ze scenariuszem
- Debra Carroll - kelnerka
- James LeGros - Takowsky
- Tootie - blondynka
- Christa Lang - kobieta w autobusie
- Michael Franco - barman
- Nathalie Huot - wysoka kobieta
- Joseph Arsenault - zazdrosny mężczyzna
- Anouk Aimée - ona sama
- Robert Davi - on sam
- Andy Bradford - trup